# エクリプス (映画)
『エクリプス』（原題：Verónica）は、2017年制作のスペインのホラー映画。
降霊術で恐ろしい存在を呼び覚ましてしまった少女を襲う恐怖を描く。1991年にマドリードで実際に起きた事件を基にしているといわれている。

## あらすじ
マドリードに住む15歳の少女ベロニカは早くに父親を亡くし、今は母親、2人の妹ルシアとイレーネ、幼い弟アントニートと暮らしている。
ある日、日食が起こる。亡き父の霊と会話したかったベロニカは同級生たちと地下室にこもり、降霊術を行って父親の霊を呼び出そうとする。
しかし、上空で月と太陽が重なった瞬間、使っていたウィジャボードが割れ、ベロニカは気を失ってしまう。その日を境に、ベロニカの周囲で不可解な現象が次々と起こり始める。

## キャスト
※括弧内は日本語吹替。
- ベロニカ：サンドラ・エスカセナ
- ルシア：ブルナ・ゴンサレス（望田ひまり）
- イレーネ：クラウディア・プラセル
- アントニート：イバン・チャベロ
- アナ：アナ・トレント

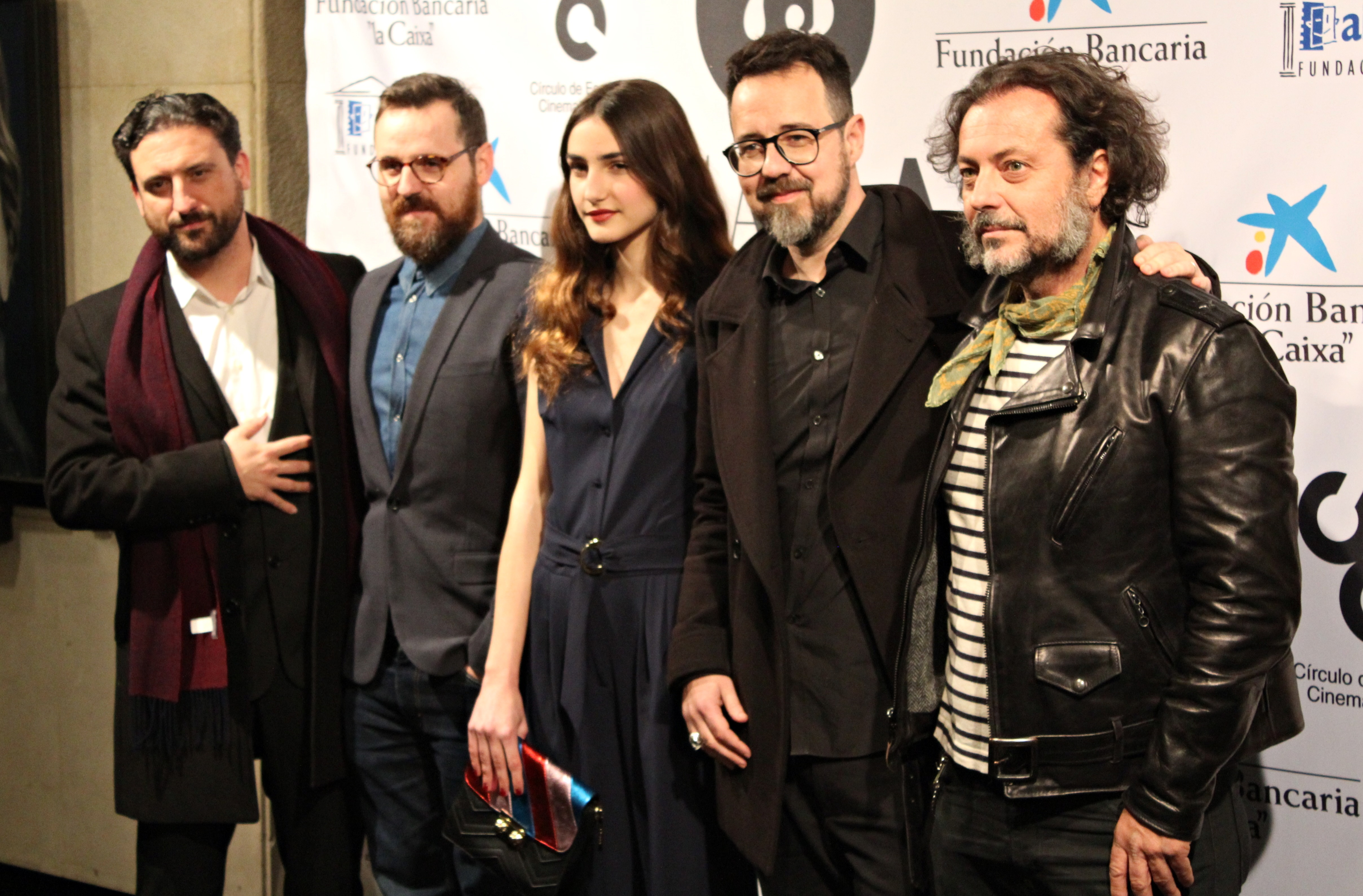
プレミアに出席したスタッフとキャスト

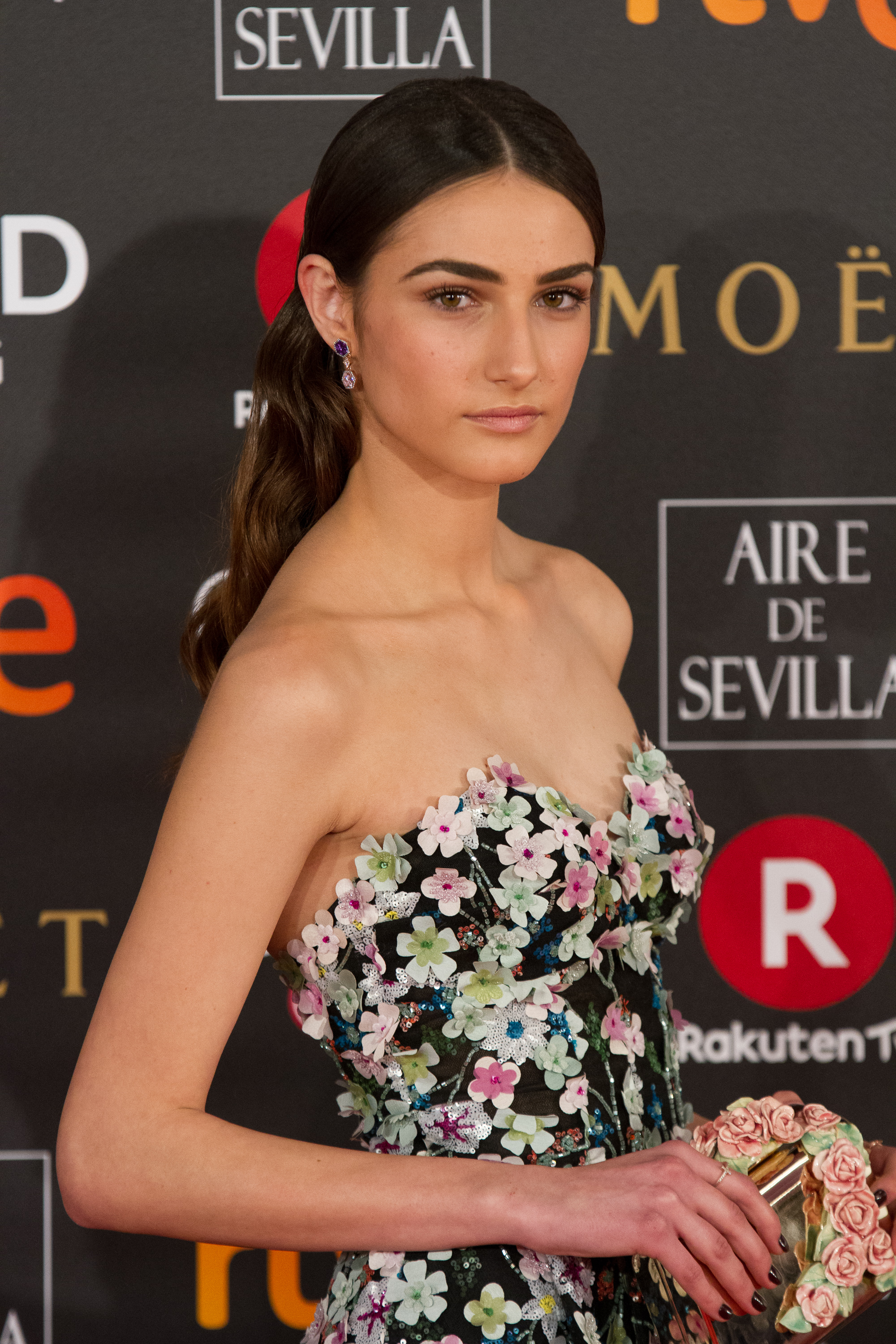
主演のサンドラ・エスカセナ

- ロサ：Ángela Fabián（押川チカ）
- ダイアナ：Carla Campra
- 医師：ソニア・アルマルチャ
- ホセファ：マル・バルディビエルソ
- 盲目のシスター：コンスエロ・トルヒーヨ
- 教師：レティシア・ドレラ

## 受賞
第32回ゴヤ賞
| 部門       | 対象者                                                  | 結果       |
| ---------- | ------------------------------------------------------- | ---------- |
| 作品賞     | 作品賞                                                  | ノミネート |
| 監督賞     | パコ・プラサ                                            | ノミネート |
| 新人女優賞 | サンドラ・エスカセナ                                    | ノミネート |
| 脚本賞     | フェルナンド・ナバーロ パコ・プラサ                     | ノミネート |
| 作曲賞     | チュッキー・ナマネラ                                    | ノミネート |
| 音響賞     | Aitor Berenguer Gabriel Gutiérrez Nicolás de Poulpiquet | 受賞       |
| 特殊効果賞 | Raúl Romanillos David Heras                             | ノミネート |

## トリビア
- 40分過ぎのシーンで「1991年6月13日金曜日」というテロップが出るが、実際にはその日は木曜日である。1991年に「13日の金曜日」は2回あったが、9月と12月である。
- 1991年には実際に日食が観測されたが、6月ではなく7月である（1991年7月11日の日食参照）。また、日食が見えたのはハワイや中南米を中心とした地域であり、マドリードでは見えなかった。
- ベロニカがウォークマンで聴いている曲は、スペインのロックバンド「エロエス・デル・シレンシオ（Héroes del Silencio）」の『Hechizo』で、エンディング曲にもなっている。ベロニカの部屋にもバンドのポスターが貼られ、ベロニカが着ているTシャツもバンドのロゴ入りシャツである[5]。

## 前日譚
前日譚となる映画『ブラックサン』が製作され、2023年10月にNetflixで公開された。